# 이천우 (경상북도의원)
이천우(李泉雨, 1938년 8월 16일 ~ )는 대한민국의 정치인이다. 본관은 경주. 경북 경산 대동 토박이인 그는 경상북도의회 제4·6대 경상북도의원을 지냈다.

## 학력
- 영남대학교 경영대학원 경영학 석사과정 수료(1996년 8월)

## 경력
- 세창공업사 CEO 대표이사
- 주식회사 화진식품 CEO 대표이사
- 경북 경산시 자동차번호표 등록교부대행소 소장
- 경북 경산시·경산군 의용소방대 연합회 회장
- 고향등불 편집위원
- 경북 경산중앙초등학교 총동창회 회장
- 대구오성고등학교 육성회 총회장
- 경북 경산군 의용소방대 연합회장
- 경북 경산동부파출소 방범위원회 위원장
- 한국열관리시공협회 경산 분회장
- 새교육공동체 경산시민모임 상임대표
- 대구지하철 경산연장사업추진위원회 추진협력위원
- 경주이씨 경북 경산시 종친회장
- 경상북도 체육회 이사장
- 경상북도 문화재연구소 이사장
- 국제로타리 3700지구 경산로타리클럽 총재 겸 동 상무회장
- 경북 경산시 상공회의소 상공위원
- 한국자유총연맹 경북 경산시 지부 부이사장
- 경북 경산중앙신협운영위원회 부회장
- 한국전력공사 경북 경산지점 자문위원
- 한국전기공업통신공사 경북 경산지점 자문위원
- 바르게살기운동 경북 경산시 협의회 회장
- 민주자유당 경상북도당위원회 경산시·청도군 지구당분과위원회 부위원장
- 민주평통자문회의 경산시 협의회장
- 1991.07 ~ 1995.06 제4대 경상북도의회 의원
- 1991.07 ~ 1993.07 제4대 경상북도의회 전반기 내무위원회 위원
- 1991.07 ~ 1993.07 제4대 경상북도의회 전반기 건설위원회 위원
- 1991.07 ~ 1993.07 제4대 경상북도의회 전반기 농림수산위원회 위원
- 1991.07 ~ 1993.07 제4대 경상북도의회 전반기 예산결산특별위원회 위원
- 1993.07 ~ 1995.06 제4대 경상북도의회 후반기 건설위원회 위원
- 1993.07 ~ 1995.06 제4대 경상북도의회 후반기 예산결산특별위원회 위원
- 한나라당 경북도당위원회 경산시·청도군 지구당분과위원회 분과위원장 직무대행
- 한나라당 경북도당위원회 경산시·청도군 지구당분과위원회 분과위원장
- 한나라당 경북도당위원회 부위원장 직무대행
- 한나라당 경북도당위원회 부위원장
- 1998.07 ~ 2002.06 제6대 경상북도의회 의원
- 1998.07 ~ 2000.07 제6대 경상북도의회 전반기 산업관광위원회 위원
- 1998.07 ~ 2000.07 제6대 경상북도의회 전반기 예산결산특별위원회 위원장
- 2000.07 ~ 2002.06 제6대 경상북도의회 후반기 산업관광위원장
- 2000.07 ~ 2002.06 제6대 경상북도의회 예산결산특별위원회 위원
- 열린우리당 상임고문 겸 국정자문위원
- 대통합민주신당 상임고문 겸 당무위원

## 수상
- 제2622호 의용소방대 내무부장관 표창
- 제2178호 민주평화통일자문회의 대통령 표창
- 1994.12.6 바르게 살기운동 국민훈장석류장 수상

## 역대 선거 결과
|  | 64.2% |

|  | 43.37% |

|  | 54.73% |

|  | 18.15% |

|  | 22.4% |